# Шантелуп ан Бри
Шантелуп ан Бри (фр. Chanteloup-en-Brie) насеље је и општина у Француској у региону Париски регион, у департману Сена и Марна која припада префектури Торси.
По подацима из 2011. године у општини је живело 2403 становника, а густина насељености је износила 571 становника/km². Општина се простире на површини од 3,12 km². Налази се на средњој надморској висини од | метара (максималној 124 m, а минималној 90 m).

## Демографија
| 1962. | 1968. | 1975. | 1982. | 1990. | 1999. | 2011. |
| ----- | ----- | ----- | ----- | ----- | ----- | ----- |
| 266   | 384   | 414   | 463   | 1.222 | 1.780 | 2.403 |

График промене броја становника у току последњих година